# Marek Żukow-Karczewski

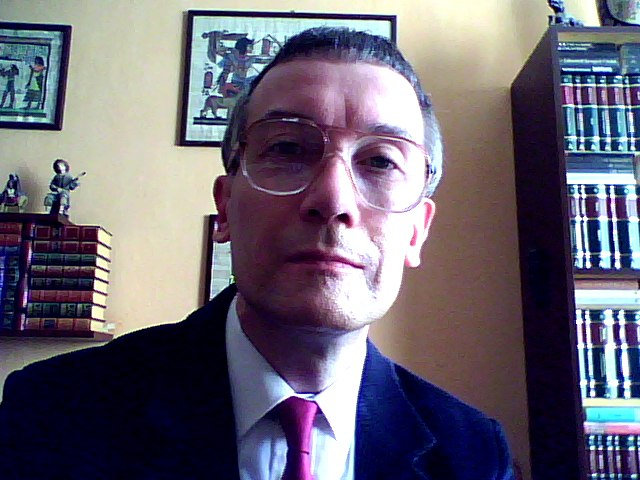
Marek Żukow-Karczewski (2015)

Marek Żukow-Karczewski (* 6. Mai 1961) ist ein polnischer Historiker, Journalist und Publizist. Er befasst sich mit der Geschichte Krakaus, vor allem mit der Geschichte der Architektur, aber auch mit dem Umweltschutz.

## Biografie
Żukow-Karczewski studierte Geschichte an der Jagiellonen-Universität. Im Jahr 1981 war er einer der Organisatoren des Bürgerkomitees zur Rettung Krakaus (in Polnisch: Obywatelski Komitet Ratowania Krakowa) und beteiligte sich an der Wiederherstellung der historischen Denkmäler auf dem Friedhof Rakowicki. Er ist seit 1990 Mitglied des Polnischen Ökologischen Club (in Polnisch: Polski Klub Ekologiczny), seit 1991 Mitglied der Gesellschaft der Polnischen Journalisten (in Polnisch: Stowarzyszenie Dziennikarzy Polskich) und der Internationalen Journalistenföderation.
Żukow-Karczewski veröffentlichte mehr als 500 Bücher und Artikel, unter anderem in den Zeitschriften: Aura, Czas Krakowski, Echo Krakowa, Gazeta Krakowska, Kalendarz Serca Jezusowego, Kraków magazyn kulturalny, Posłaniec Serca Jezusowego, Przekrój und Życie Literackie. Seine Werke sind auch auf Internetportalen veröffentlicht (z. B.: Ekologia.pl, Wolne Media, My21). Hinzu kommt die Mitarbeit bei Sendungen des polnischen Fernsehens und Hörfunks in Krakau. 

## Familie

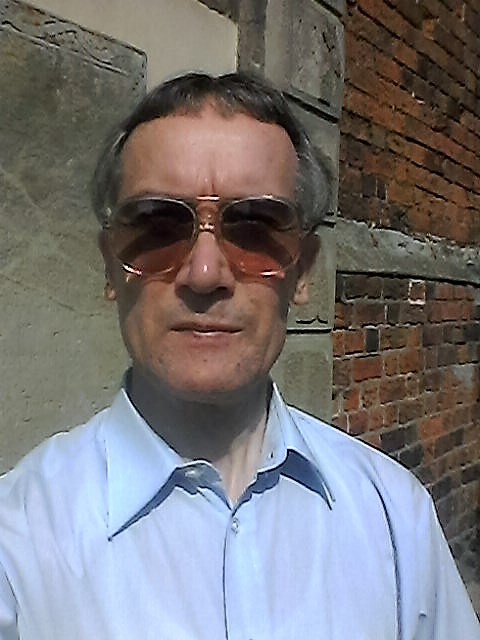
Marek Żukow-Karczewski (2016)

Marek Żukow-Karczewski entstammt der polnisch-russischen Adelsfamilie Żukow-Karczewski (russisch Жуков; deutsch Schukow; polnisch Żukow; französisch Joukov; englisch Zhukov), die seit dem zehnten Jahrhundert in Russland und seit dem 14. Jahrhundert in Polen nachgewiesen ist.

## Werke (Auswahl)
- Sprawa raperswilska, "Życie Literackie", 1987
- Stanisław August w Petersburgu, "Życie Literackie", 1987
- Pojedynki w dawnej Polsce, "Przekrój", 1987
- Wielkie pogrzeby w dawnej Polsce, "Życie Literackie", 1988
- Syberyjskie losy Piotra Wysockiego, "Życie Literackie", 1988
- Polonia zagraniczna w czasach II Rzeczypospolitej, "Życie Literackie", 1989
- Walka o światło. Krótka historia sztucznego oświetlenia, Ekologia.pl, 2012
- Największe pożary w Polsce i na świecie, Ekologia.pl, 2012
- Największe powodzie minionego wieku w Polsce i na świecie, Ekologia.pl, 2012
- Gra w kości - pierwsze spotkania z człowiekiem kopalnym, Ekologia.pl, 2013
- Eksperymenty i doświadczenia medyczne na zwierzętach, Ekologia.pl, 2013
- Łuk - oręż bogów i ludzi, Ekologia.pl, 2014